# Milchkonfitüre
Milchkonfitüre ist die Bezeichnung für eine eingekochte Milch-Zucker-Mischung, die als Lebensmittel und Zutat verwendet wird.

## Begriff
Konfit bezieht sich auf den französischen Begriff confire für Einkochen, der auf den lateinischen Begriff conficere im Sinn von fertig machen, zubereiten zurückgeht. Eine ähnliche Verwendung ist die von Konfitüre für Fruchtaufstriche.
Andere Bezeichnungen sind:
- Milchkaramell/creme und Karamellsauce in der deutschen Sprache
- confiture de lait in der französischen Sprache
- Dulce de leche und manjar blanco: im spanischsprachigen Süd- und Mittelamerika, dort auch arequipe und cajeta
- doce de leite: im (portugiesischsprachigen) Brasilien, dort auch mumu

## Zubereitung
Für die Herstellung kocht man Kuhmilch und Kristallzucker auf, und erhitzt die Mischung anschließend über mehrere Stunden. Im Zuge der hierbei ablaufenden Maillard-Reaktion sowie der Karamellisierung von Kristall- und Milchzucker, kommt es zu einer Braunfärbung und Eindickung der Mischung. Vor der weiteren Verwendung wird die Mischung abgekühlt. 
Die Kuhmilch wird teilweise durch Ziegenmilch ersetzt. Als Zucker wird sowohl Weißzucker als auch mit Melasse gefärbter Rohrzucker wie Rohrohrzucker verwendet. Zum Ausgleich der Säure ist die Zugabe von Bicarbonat wie Hirschhornsalz üblich. Weitere optionale Zutaten sind Vanille, Vanillearoma, Zimt, Mais-Sirup, Salz und Wasser. Bei der industriellen Produktion werden auch Dickungsmittel wie Agar und Zusatzstoffe wie Natron und Phosphate hinzugefügt.

## Verwendung
Verwendung findet Milchkonfitüre als Brotaufstrich sowie als Zutat für die Herstellung von Süßspeisen wie Pudding, Flan oder Eis. Auch als Füllung von Torten wird es oft benutzt, z. B. Torta de mil hojas (Tausend-Blatt-Torte) aus Blätterteig. Alfajores sind in Südamerika auch oft mit Dulce de leche gefüllt.

## Dulce de Leche
Der argentinische Journalist Víctor Ego Ducrot schreibt in seinem Buch Los sabores de la patria (1998), dass dieser Milchaufstrich seit dem 18. Jahrhundert in Chile unter dem Namen Manjar produziert wurde. Damals wurde der Manjar aus Kuhmilch mit Zucker, Vanille und Zimt hergestellt. Von dort verbreitete sich diese Süßspeise in die Nachbarländer. Eine andere Geschichte wird ebenfalls in Argentinien erzählt, der zufolge der Dulce de leche durch Zufall entstand, als die Dienerin von Juan Manuel de Rosas (1793–1877) einen Topf mit Milch und Zucker (für den Mate-Tee) auf der Feuerstelle vergaß. Sie fand dann eine braune Creme, die ihr Dienstherr und sein Gegner Juan Lavalle dann bei einem Zusammentreffen zu Friedensgesprächen aßen. Im Jahre 2003 versuchte Argentinien den Dulce de leche als Weltkulturerbe bei der UNESCO anzumelden. Da Uruguay gegen dieses Verfahren protestierte, hat die UNESCO bis jetzt nichts unternommen.